# Оухай
Оуха́й (кит. упр. 瓯海, пиньинь Ōuhǎi) — район городского подчинения городского округа Вэньчжоу провинции Чжэцзян (КНР).

## История
После образования КНР в 1949 году урбанизированная часть уезда Юнцзя была выделена в отдельный город Вэньчжоу, подчинённый напрямую властям провинции Чжэцзян. Постановлением Госсовета КНР в сентябре 1981 года были расформированы город Вэньчжоу и округ Вэньчжоу, и образован городской округ Вэньчжоу; территория бывшего города Вэньчжоу стала Городским (城区) и Пригородным (郊区) районами в его составе. В декабре 1981 года Пригородный район был преобразован в уезд Оухай (瓯海县).
9 марта 1992 года уезд Оухай был преобразован в район городского подчинения.

## Административное деление
Район делится на 12 уличных комитетов и 1 посёлок.